# Slufter (Maasvlakte)

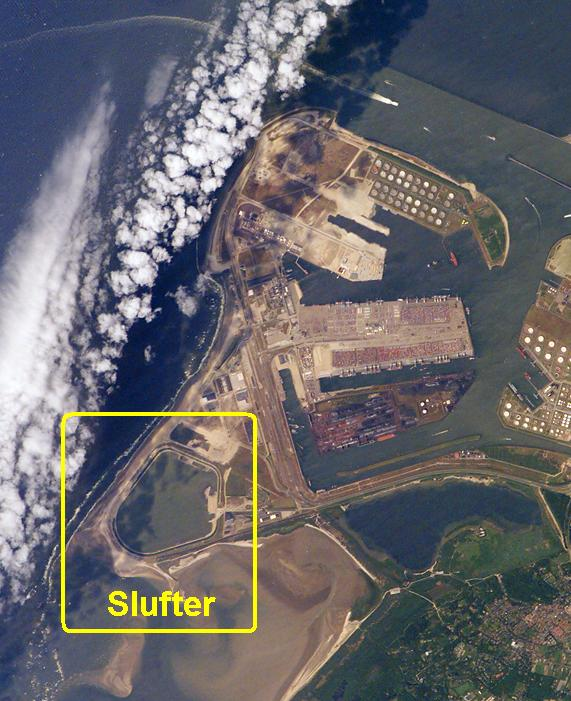
De Slufter op de Maasvlakte

De Slufter is een grootschalige opslagplaats voor vervuild slib in het zuidwestelijke deel van de Rotterdamse Maasvlakte aan de Noordzeekust bij Voorne. De aanleg vond plaats in 1986 en 1987. Het depot is in eerste instantie bestemd voor de berging van verontreinigde baggerspecie, vrijkomend bij het reguliere onderhoudsbaggerwerk in de vaargeulen naar en in de havenbekkens van de haven van Rotterdam, alsmede uit baggerwerk in de overige vaargeulen van de Rijn-Maasmonding.

## Geschiedenis
In de haven van Rotterdam komt veel slib terecht dat wordt aangevoerd vanuit de rivier de Rijn en de zijrivieren. Het Havenbedrijf Rotterdam en Rijkswaterstaat (RWS) moeten hierdoor de vaarwegen en havens voortdurend op diepte houden door te baggeren. Een substantieel deel van de vrijkomende baggerspecie is verontreinigd en kan daarom niet direct worden hergebruikt of worden teruggebracht in het watersysteem. Het vervuilde slib werd voorheen in de Noordzee gestort. Daar dit een onhoudbare situatie bleek, is in het begin van de jaren 1980 door het Havenbedrijf en RWS besloten een depot te bouwen waarin dit slib gestort kan worden.
De Slufter is aangelegd en gefinancierd door de gemeente Rotterdam en RWS. Tussen het depot op de Maasvlakte en de kust van Voorne is tevens een slufter gecreëerd, een ondiep gebied waar eb en vloed vrij spel hebben. Aan de zuid-westpunt van het terrein werd voor recreanten het Slufterstrand aangelegd.
Parallel aan deze activiteiten is de gemeente Rotterdam het gesprek aangegaan met vervuilende bedrijven langs de Rijn om de toevoer van verontreinigingen te verminderen. Deze aanpak heeft geleid tot halvering van de hoeveelheid vervuild slib uit het havengebied die jaarlijks in het depot moet worden gestort. Naar verwachting is er, afhankelijk van diverse factoren, mogelijk tot 2025 ruimte voor baggerspecie in de Slufter.
Het dagelijks onderhoud en beheer van de Slufter gebeurde tot en met september 2011 door het Havenbedrijf Rotterdam in samenwerking met de regionale dienst Zuid-Holland van Rijkswaterstaat. Voor de periode daarna werd een contract tot 2016 afgesloten met Boskalis Beheer Slufter vof, een samenwerkingsverband tussen Boskalis Nederland bv en Boskalis Dolman bv.

## Bouwwerken
Sinds 1992 is op de ringdijk van de Slufter het Windpark Slufterdam operationeel, een windmolenpark met aanvankelijk 12 windturbines. In 2003 en 2004 heeft het Havenbedrijf een kantoorgebouw annex bezoekerscentrum op de ringdijk laten bouwen. Het ontwerp is getekend door Pros ten Hove, de oplevering vond plaats in januari 2005. Naast beheersactiviteiten vinden in het gebouw presentaties plaats over de Slufter en de Tweede Maasvlakte. De extreme klimaatomstandigheden met veel wind, zout en zand hebben geleid tot een volledig schoonbetonnen gebouw. Ook het dak en het golvende balkon zijn van beton. In de gevel zijn verschillende raamopeningen met gehard glas in betonnen sponningen geplaatst.

## Specificaties
De totale oppervlakte van de Slufter bedraagt 260 ha, het volume 150 miljoen m³ (na exploitatie-periode). Het depot bestaat uit een ringdijk van zand, aangelegd rondom een in de zeebodem gegraven put met een diepte van NAP -28 m. De kruinhoogte van de ringdijk bedraagt NAP +24 m. De taluds zijn bekleed met een kleilaag van circa 1 meter dik. Gedurende de tijd dat baggerspecie in het depot wordt gebracht, zijn de volgende perioden te onderscheiden:
- de onderwaterfase, waarin het wateroppervlak in het depot ongeveer op NAP ligt en baggerspecie wordt geborgen totdat het baggerspecieniveau stijgt tot circa NAP -1,5 m
- de verlengde onderwaterfase, waarin het waterpeil tot maximaal NAP +1,5 m wordt verhoogd, waarbij een waterlaag van 2 m wordt gehandhaafd en baggerspecie wordt geborgen tot het baggerspecieniveau circa het NAP-niveau heeft bereikt
- de bovenwaterfase, waarin het baggerspecieniveau boven NAP-niveau uitstijgt